# Route 95 (Nouveau-Brunswick)
Pour les articles homonymes, voir Route 95.
La route 95 est une autoroute de 14,5 km (9 mi) qui sert de lien entre l'I-95 dans l'État du Maine et la route 2. Elle est le prolongement de l'I-95 aux États-Unis et relie Houlton à Woodstock. 

## Histoire
Un lien routier entre Houlton et Woodstock existe depuis au moins 1927. La route a été numérotée route 5 en 1938. En 1951, cette désignation a été retirée. La route 95 actuelle a été construite à la fin des années 1970 et numérotée route 95 en 1981. La nouvelle route contourne le tracé de la route 5, laquelle a été renumérotée route 555. En 1989, l'intersection entre la route 95 et la route 2 a été converti en échangeur et, en 2007, la route 95 est devenue complètement à quatre voies séparées.

## Description du tracé
La route 95 débute à la frontière canado-américaine comme prolongement de l'I-95. La frontière entre les pays marque aussi la frontière entre les fuseaux horaires de l'Est et de l'Atlantique. La route se dirige vers le nord-est puis vers l'est dans une région boisée. Elle croise la route 540 et poursuit vers l'est, jusqu'à son terminus est à la jonction avec la route 2. C'est à cet endroit que la route 95 prend fin.

## Intersections majeures
| Comté                                   | Ville                       | km    | Sortie                               | Destinations                                            | Notes                                                            |
| --------------------------------------- | --------------------------- | ----- | ------------------------------------ | ------------------------------------------------------- | ---------------------------------------------------------------- |
| Carleton                                |                             | 0,00  |                                      | I-95 sud – Houlton                                      | Continue au Maine                                                |
| Carleton                                | Frontière canado-américaine | 0,00  |                                      |                                                         |                                                                  |
| Carleton                                | 6,50                        | 7     | NB-540 – Richmond Corner, Belleville |                                                         |                                                                  |
| Carleton                                | 12,30                       | 12    | Chemin Vivglenn vers NB-555          | Sortie direction est seulement                          |                                                                  |
| Carleton                                | Woodstock                   | 14,50 |                                      | NB-2 – Fredericton, Grand-Sault NB-103 (Chemin Houlton) | Sortie 187 de la NB-2; la NB-103 se poursuit au-delà de la NB-95 |
| - Accès incomplet - Transition de route |                             |       |                                      |                                                         |                                                                  |